# Tennistoernooi van Båstad 2024
Het tennistoernooi van Båstad van 2024 werd van 8 tot en met 21 juli 2024 gespeeld op de gravelbanen van het Båstad Tennisstadion in de Zweedse plaats Båstad. De officiële naam van het toernooi was Nordea Open.
Het toernooi bestond uit twee delen:
- WTA-toernooi van Båstad 2024, het toernooi voor de vrouwen (8–14 juli)[1]
- ATP-toernooi van Båstad 2024, het toernooi voor de mannen (15–21 juli)

## Toernooikalender
| WTA               | juli 2024 | juli 2024 | juli 2024 | juli 2024   | juli 2024    | juli 2024 | juli 2024 |
| WTA               | maa 8     | din 9     | woe 10    | don 11      | vrĳ 12       | zat 13    | zon 14    |
| ----------------- | --------- | --------- | --------- | ----------- | ------------ | --------- | --------- |
| vrouwenenkelspel  | 1e ronde  | 1e ronde  | 2e ronde  | kwartfinale | halve finale | regen     | finale    |
| vrouwendubbelspel | 1e ronde  | 1e ronde  | 2e ronde  | 2e ronde    | halve finale | regen     | finale    |

| ATP              | juli 2024 | juli 2024 | juli 2024 | juli 2024 | juli 2024    | juli 2024    | juli 2024 |
| ATP              | maa 15    | din 16    | woe 17    | don 18    | vrĳ 19       | zat 20       | zon 21    |
| ---------------- | --------- | --------- | --------- | --------- | ------------ | ------------ | --------- |
| mannenenkelspel  | 1e ronde  | 1e ronde  | 2e ronde  | 2e ronde  | kwartfinale  | halve finale | finale    |
| mannendubbelspel | 1e ronde  | 1e ronde  | 2e ronde  | 2e ronde  | halve finale | halve finale | finale    |

ATP-toernooi van Båstad‎ – WTA-toernooi van Båstad

2009 · 2010 · 2011 · 2012 · 2013 · 2014 · 2015 · 2016 · 2017 · 2018 · 2019 · 2020 · 2021 · 2022 · 2023 · 2024